# Detlev Kittstein
Detlev Kittstein   (Szprotawa, 24 de febrer de 1944 - Frankfurt del Main, 3 de maig de 1996) fou un jugador d'hoquei sobre herba alemany, que va competir sota bandera de la República Federal Alemanya durant les dècades de 1960 i 1970.
El 1968 va prendre part en els Jocs Olímpics d'Estiu de Ciutat de Mèxic, on fou quart en la competició d'hoquei sobre herba. Quatre anys més tard, als Jocs de Munic, va guanyar la medalla d'or en la mateixa competició. En el seu palmarès també destaca una medalla d'or al Campionat d'Europa de 1970 i una de plata al  Campionat del Món de 1973. Entre 1965 i 1973 va jugar 68 partits amb la selecció alemanya.
A nivell de clubs va jugar al SC Frankfurt 1880, amb qui guanyà la lliga d'Alemanya Occidental de 1968, 1969 i 1970 i la Copa d'Europa de 1971 a 1973.